# Orestes Quércia
Orestes Quércia (Pedregulho, 18 août 1938 - São Paulo, 24 décembre 2010) est un homme d'affaires et homme politique brésilien, affilié au Parti du mouvement démocratique brésilien (PMDB). Il était le 53e gouverneur de l'État de São Paulo.
Orestes Quércia s'installe très jeune avec sa famille à Campinas, où il obtient un diplôme en journalisme. Il était également avocat et administrateur d'entreprises, diplômé en 1962 de l' Université pontificale catholique de Campinas.
D'une enfance modeste à Pedregulho en tant que livreur de lait et vendeur de bonbons à la gare, Quércia a laissé un patrimoine évalué à 1,5 milliard de réaux à ses héritiers. Selon Elio Gaspari, il a été le premier homme politique milliardaire brésilien.

## Jeunesse et formation
Fils du maçon Octávio Quércia et de l'agricultrice Isaura Roque Quércia, Orestes Quércia a vécu à Pedregulho puis à Campinas, où il s'est installé avec sa famille et où il a été élu vice-président du syndicat étudiant de l'Escola Normal Livre. À l'époque, il entre comme reporter au Diário do Povo et réussit le concours d'entrée à la Faculté de droit de l'Université catholique pontificale de Campinas, où il dirige le journal du Centro Acadêmico 16 de Abril et fonde l'Université de Culture populaire, liée à l'université. Intervenant (1959 - 1963) à Rádio Cultura et Rádio Brasil, il a travaillé au Jornal de Campinas et à la filiale de l'Ultima Hora. Il a ensuite présidé l'Associação Campinense de Imprensa et a travaillé au Département des autoroutes en tant qu'assistant de production.

## Carrière politique
Orestes Quércia a essentiellement construit sa carrière politique sous le régime militaire (1964-1985). Il a commencé sa vie publique lorsqu'il a été élu conseiller de Campinas par le Parti libérateur en 1962. Le multipartisme éteint, il opte pour le MDB, après avoir été élu député d'État en 1966 et maire de Campinas en 1968.
Après avoir élu son successeur Lauro Gonçalves au bureau du maire en décembre 1972, Quércia a commencé à organiser des répertoires MDB dans tout l'intérieur de São Paulo et a contesté la convention du parti en tant que candidat au Sénat fédéral en 1974, remportant le différend avec Lino de Matos et Samir Achôa. Lors de cette élection, Quércia a fait son grand saut politico-électoral lorsqu'il a été élu sénateur avec 4 630 182 voix exprimées (73,19 % des voix valables à l'époque) en battant le sénateur areniste de l'époque et candidat à la réélection nommé favori Carvalho Pinto – qui n'a obtenu que 1 696 340 votes (26,81 % des valides). À la tribune, Quércia critique la politique économique du gouvernement d'Ernesto Geisel et des cas de corruption sont signalés en 1977 lors de son passage à la mairie de Campinas, mais de telles affirmations ne sont pas prouvées.
Avec le retour au multipartisme, il rejoint le PMDB en 1980 et se déclare candidat à la succession du gouverneur Paulo Maluf en février 1981, poste qu'il conservera jusqu'à ce qu'un accord de dernière minute fasse de lui un candidat au poste de vice-gouverneur sur le projet de Franco Montoro en 1982. Il a été élu vice-gouverneur, mais contrairement à l'image d'unité du parti présentée pendant la campagne, il a été un adversaire constant des politiciens du PMDB liés au gouverneur, échouant cependant à empêcher la nomination du député fédéral Mário Covas au poste de maire de São Paulo en 1983 et l'élection du sénateur Fernando Henrique Cardoso à la présidence du directoire d'État du PMDB la même année. Il était un partisan de Diretas Já et de la campagne présidentielle réussie de Tancredo Neves en 1985, l'année où il épousa le docteur Alaíde Cristina Barbosa Ulson. À ce moment-là, sa candidature au poste de gouverneur en 1986 était en cours.
Lorsque l'amendement constitutionnel Dante de Oliveira a été rejeté à la Chambre des députés, il a été l'un des hommes politiques qui a déposé un mandat de mandamus auprès du Tribunal suprême fédéral pour tenter de forcer le Sénat fédéral à examiner la proposition, qui n'a obtenu aucun résultat pratique.
Après la victoire de l'ancien président Jânio Quadros (PTB) sur Fernando Henrique Cardoso en novembre de cette année-là, Quércia a vu son contrôle sur le PMDB augmenter dans un mouvement appelé « quercisme » qui a garanti sa nomination comme candidat au poste de gouverneur malgré la dissidence interne. Candidat à une élection initialement polarisée entre le député fédéral de l'époque Paulo Maluf et l'homme d'affaires Antônio Ermírio de Morais et à laquelle le député Eduardo Suplicy participait, il a commencé la course avec des faibles scores dans les sondages d'opinion, cependant il a maintenu sa candidature et à la fin, il l'a finalement emportée lors d'un seul tour de scrutin avec 5 578 795 voix (40,78 % de votes valides à l'époque). Son gouvernement a été responsable de la privatisation de la VASP en 1990, année où il fait élire aux élections générales au Brésil en 1990, Luiz Antônio Fleury Filho comme son successeur.

### Gouvernement de l'État
En 1987, Orestes Quércia crée le Secrétariat aux mineurs, une attitude pionnière qui a précédé la promulgation du Statut de l'enfant et de l'adolescent promulgué au niveau fédéral en 1990. Il a retiré des rues des enfants nécessiteux et abandonnés et les a employés comme apprentis dans des entreprises publiques telles que la Sabesp.
Dans le domaine des transports, il a investi dans le dédoublement d'autoroutes comme Anhangüera et D. Pedro I et dans la rénovation de routes secondaires. Ensuite, il a élargi la ligne de métro est-ouest, ouvrant les stations Barra Funda, Marechal Deodoro et l'extension est de Vila Matilde à Corinthians-Itaquera. Il a également commencé les travaux sur la branche Paulista du métro, des stations Paraíso à Consolação.
Dans le secteur de l'assainissement de base, en 1988, à travers la SABESP, la station d'épuration de Barueri a été mise en service, augmentant le taux de traitement des eaux usées dans la région métropolitaine de 5 à 25 %. En 1990, SABESP a conclu les travaux de production et de traitement de l'eau à la station de traitement de Taiaçupeba, située dans le réservoir de Taiaçupeba, à Mogi das Cruzes, améliorant l'approvisionnement en eau dans la région est du Grand São Paulo.

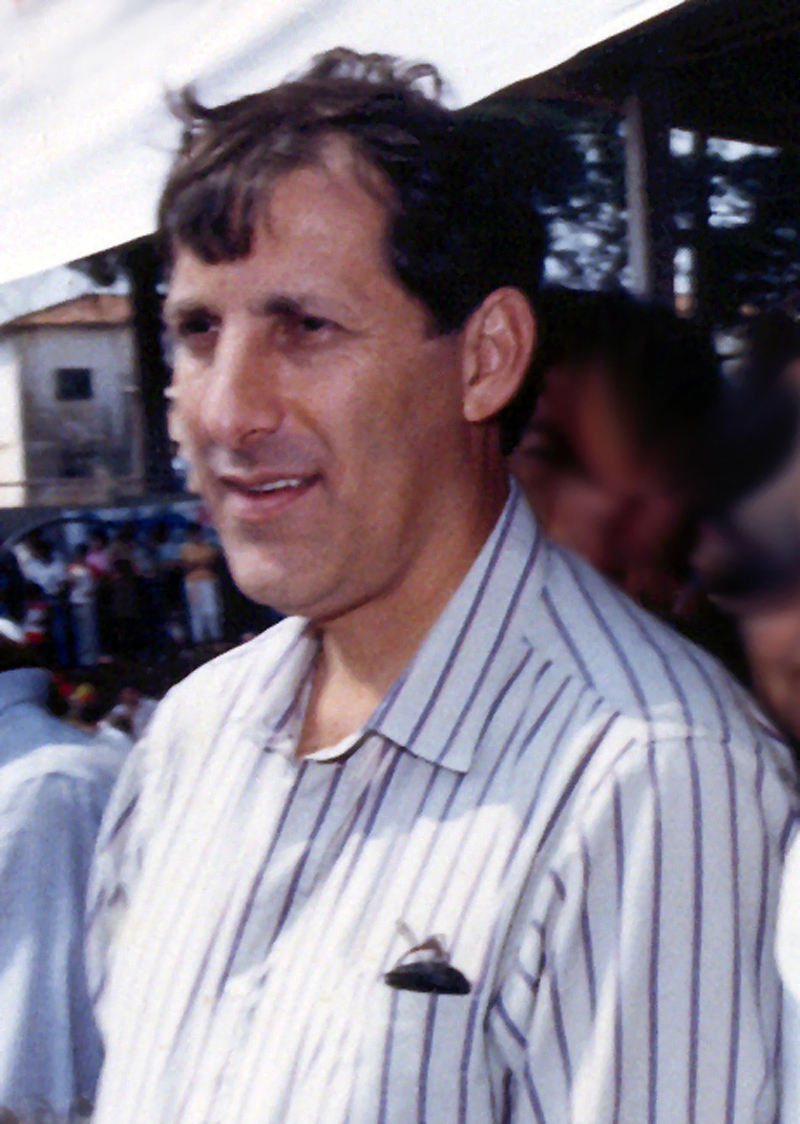
Oreste Quercia à Avaré, dans les années 80

Dans la sécurité publique, il a inventé la Radio de patrouille standard, une initiative visant à rapprocher la police de la communauté. Il a construit sans ouvrir d'appel d'offres le controversé Mémorial de l'Amérique latine situé à Barra Funda, dont le projet était d'Oscar Niemeyer. On estime qu'il a coûté aux caisses publiques environ 74 millions de dollars, soit quinze fois plus que prévu initialement.
Défenseur du municipalisme, il développe des actions de renforcement de l'intérieur, comme la régionalisation de la production.
Le 16 septembre 1988, le secrétaire d'État à l'industrie et au commerce de l'époque, Otávio Ceccato, a démissionné après avoir tenté de soudoyer un délégué de la police fédérale avec un million de dollars américains pour éviter d'être inculpé dans le scandale « Banespa/Cecatto », où la banque a perdu environ 55 millions de dollars US d'opérations financières.

### Président du PMDB
Quércia a été l'un des fondateurs du PMDB, l'ayant présidé au niveau national entre le 24 mars 1991 et le 26 avril 1993, date à laquelle il a démissionné de la présidence face aux allégations successives de corruption et au reflux de son soutien politique. Durant sa période à la présidence du parti, il s'est opposé au gouvernement de Fernando Collor – ayant même soutenu le processus de destitution du président de l'époque en 1992 –il a vu mourir Ulysses Guimarães et a soutenu le régime présidentiel lors du plébiscite organisé le 21 avril 1993. Après avoir quitté le commandement de la légende[Quoi ?], il a été remplacé par intérim par le sénateur José Fogaça et plus tard par Luiz Henrique da Silveira.
En 1994, il fait face à l'opposition des partisans du gouvernement d'Itamar Franco et bat Roberto Requião lors de la convention qui désigne le candidat du PMDB à la présidence de la République dans une campagne marquée par des discours en faveur du nationalisme, du municipalisme et de la critique du Plan Réal. Au final, il a occupé la 4e place du différend, ayant même été dépassé par Enéas Carneiro (du PRONA).
Il a été président du diréctoire du PMDB de São Paulo de 2001 à 2003. Réélu en 2006, il a de nouveau été récompensé comme président du PMDB de São Paulo le 13 décembre 2009, lorsqu'il a été élu pour la 4e fois comme président sur la liste de l'Unidade do PMDB, battant le député fédéral Francisco Rossi (liste Candidatura Própria Já) avec 597 voix contre 73 (88 % des voix contre 12 %) lors d'un congrès du parti tenu à l'ALESP.

### Candidatures
Depuis que Quércia a quitté le gouvernement de São Paulo en 1991, il n'a pu réussi à gagner d'autres scrutins électoraux - il a été le candidat du PMDB à la présidence de la République en 1994, au gouvernement de l'État en 1998/2006 et au Sénat fédéral en 2002 (il allait être à nouveau candidat au Sénat en 2010, mais a renoncé en raison d'un traitement contre le cancer de la prostate).
Quércia a occupé la 4e place aux élections de 1994 avec 2 773 793 voix (4,38 % des votes valides) – après avoir été derrière le vainqueur Fernando Henrique Cardoso (PSDB), qui a obtenu 34 377 198 voix (54,3 % des votes valides) ; Luiz Inácio Lula da Silva (PT), la 2e place avec 17 126 291 voix (27 % des votes valides) et Enéas Ferreira Carneiro (PRONA), la 3e place avec 4 672 026 voix (7,4 % des votes valides).
Il s'est classé 5e au 1er tour des élections de 1998 avec 714 097 voix (4,30 % des suffrages valides) – derrière la 1re place de Paulo Maluf (PPB), qui a obtenu 5 351 026 voix (32,21 % des suffrages valides) ; le gouverneur de l'époque, Mário Covas (PSDB), à la 2e place avec 3 813 186 voix (22,95 % des suffrages valables) ; de la députée fédérale d'alors Marta Suplicy (PT), la 3e place avec 3 738 750 voix (22,51 % des suffrages valides) et Francisco Rossi (PDT), la 4e place avec 2 843 515 voix (17,12 % des suffrages valides).
Il s'est classé 3e aux élections de 2002 avec 5 550 803 voix (15,8 % des suffrages valides) – derrière le député fédéral PT d'alors Aloízio Mercadante, élu sénateur à la 1re place avec 10 491 345 voix (29,9 % des suffrages valides) et du sénateur pefeliste Romeu Tuma, réélu à la 2e place avec 7 278 185 voix (20,7 % des voix valides).
Il s'est classé 3e aux élections de 2006 avec 977 695 voix (4,57 % des voix valides) - derrière le vainqueur José Serra (PSDB), qui a obtenu 12 381 038 voix (57,93 % des voix valides) et le sénateur petiste Aloízio Mercadante, qui a obtenu 6 771 582 voix (31,68 % des votes valides).

### Élections 2010

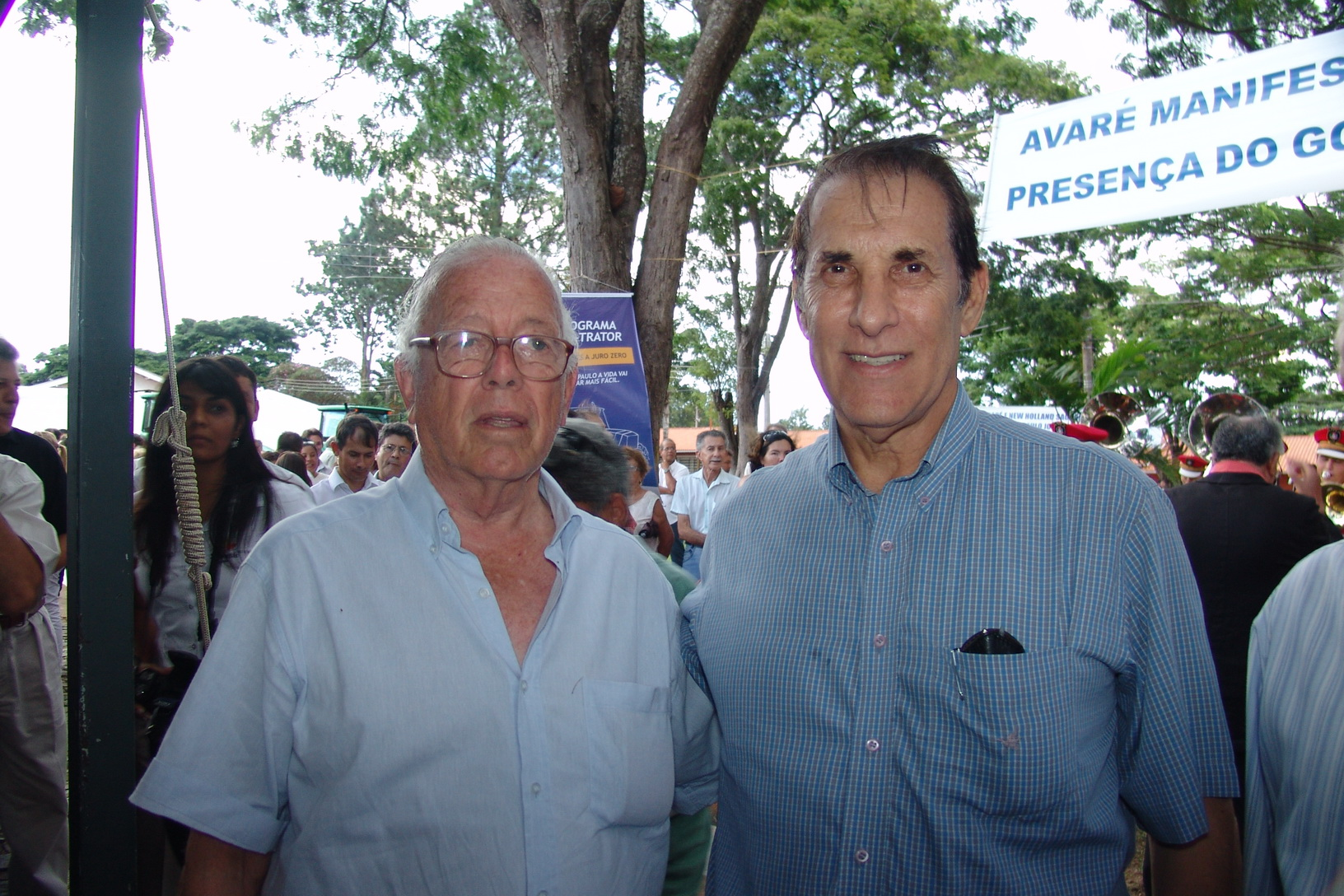
L'ancien maire d'Avaré, Fernando Cruz Pimentel et Orestes Quércia (photo du 6 mars 2009)

Après avoir soutenu la campagne réussie de Gilberto Kassab (DEM) à la mairie de São Paulo en 2008, Quércia a été approché par plusieurs dirigeants politiques pour un soutien lors des élections de 2010. Selon un article publié dans Folha Online, le PSDB a conclu des partenariats avec le PMDB de São Paulo, présidé par Quércia, pour soutenir José Serra, Geraldo Alckmin et Aloysio Nunes. Le PT, en revanche, comptait sur le mouvement du président de l'époque, Luiz Inácio Lula da Silva, pour détenir le PMDB comme vice-président sur la liste du gouvernement.
Pour renforcer le PMDB à São Paulo, Quércia s'est rendu dans plusieurs régions de l'intérieur pour unir les chefs de parti pour les élections de 2010. Mais, en raison d'un cancer de la prostate, il abandonne la candidature au Sénat de São Paulo le 6 septembre 2010 pour soigner sa maladie.

### Allégations de corruption
La carrière politique de Quércia a été marquée par des scandales et des accusations de corruption et d'enrichissement illicite, tant à la mairie de Campinas qu'au gouvernement de São Paulo. Malgré cela, il n'a jamais reçu de condamnation définitive. Il a été accusé d'avoir détourné des piquets de clôture du Département des autoroutes (DER) pour construire des clôtures sur sa ferme à Pedregulho (SP), d'avoir importé du matériel électronique d'Israël sans appel d'offres, d'avoir surfacturé les travaux du métro et d'avoir commis des irrégularités dans la privatisation de la VASP.
En 1991, le gouverneur du Paraná de l'époque, Roberto Requião, un partisan rival de Quércia, crée le service Disquez Quércia pour la Corruption, un numéro de téléphone que les Brésiliens peuvent appeler pour dénoncer leur collègue de São Paulo. Plus tard, les deux adversaires sont devenus des alliés.
Le 16 septembre 1988, le secrétaire d'État à l'industrie et au commerce de l'époque, Otávio Ceccato, a démissionné après avoir tenté de soudoyer un délégué de la police fédérale avec 1 million de dollars américains pour éviter d'être inculpé dans le scandale Banespa/Cecatto, dans lequel la banque a perdu environ US$ 55 millions d'opérations financières.
Le gouvernement de Quércia a également été accusé d'avoir acheté du matériel israélien sans appel d'offres pour les universités d'État et la police civile et militaire pour un montant de 310 millions de dollars, l'État ayant perdu eniron 40 millions de dollars. En juillet 1990, les travaux du Train léger de Campinas ont été lancés, pour un coût d'environ 50 millions de dollars.
Sa domination au sein du PMDB et son plaidoyer en faveur d'un mandat de cinq ans du président de l'époque José Sarney conduisent ses opposants internes à quitter le parti et à fonder le PSDB le 24 juin 1988. La même année, il perd les élections municipales à São Paulo et Campinas. Malgré ce revers, son nom a été envisagé pour les élections présidentielles de 1989, cependant le candidat choisi par le parti fut Ulysses Guimarães.
A la fin de son mandat, 50 % de la population de São Paulo jugeait son administration comme excellente ou bonne, contre 12 % qui la jugeait mauvaise ou très mauvaise - de bons taux d'appréciation - il parvient à faire élire son successeur, Luiz Antônio Fleury Filho, qui, jusqu'à récemment, était le secrétaire semi-inconnu de la sécurité publique du gouvernement de Quércia.
Mais les nombreuses accusations de corruption liées à la direction de Quércia qui ont émergé par la suite (la plainte la plus célèbre étant la mauvaise gestion de la BANESPA), le mandat insatisfaisant exercé par Fleury et la remise en cause de certaines mesures prises dans son ancien poste ont fini par compromettre son image de manière apparemment irrémédiable.

## Entrepreneur
Quércia a travaillé dans les secteurs immobilier et des communications - il était propriétaire du groupe d'entreprises Solpanamby, qui contrôle la station de radio NovaBrasil FM, le journal financier DCI, deux chaînes de télévision régionales, TVB Campinas et TVB Litoral, et plusieurs centres commerciaux tels que la Serra Azul d'Itupeva et plusieurs fermes. Le patrimoine de Quércia était évalué à plus de 117 millions de réaux pendant cette campagne et à 1,5 milliard de réaux à sa mort.

## Vie personnelle et mort
Il a été marié à Alaíde Cristina Barbosa Ulson des années 80 jusqu'à sa mort le 24 décembre 2010 avec qui il a eu quatre enfants, Cristiane, Andreia, Rodrigo et Pedro. Orestes a également eu deux enfants lorsqu'il était célibataire, Sidney et Fernando.
Quércia est décédé lors du réveillon de Noël 2010 à l'âge de 72 ans d'un cancer de la prostate, selon l'hôpital Sírio-Libanês. Quercia avait soigné la maladie en 1999, mais la tumeur a récidivé, le conduisant à se retirer de sa candidature au Sénat en 2010,.